# Gene Brucker
Gene Adam Brucker (* 15. Oktober 1924 in Cropsey, Illinois; † 9. Juli 2017 in Emeryville, Kalifornien) war ein US-amerikanischer Kunsthistoriker. Er war „Shepard Professor of History Emeritus“ an der University of California, Berkeley.

## Akademisches Leben
Gene Brucker beendete 1946 seinen BA in Geschichte und zwei Jahre später seinen MA mit einer Arbeit über den französischen Astronomen Jean-Sylvain Bailly. Seine Masterarbeit wurde 1950 an der Universität von Illinois als Buch verlegt. 1954 erhielt er an der Princeton University den Doktortitel für eine Dissertation über Florenz im 14. Jahrhundert. Betreut wurde er durch Joseph Strayer und Theodor Ernst Mommsen. Zwischen 1969 und 1972 arbeitete er am Lehrstuhl für Geschichte und später als Akademischer Rat (1984–86) an der University of California, Berkeley. 1991 wurde er schließlich pensioniert und erhielt für seine Arbeit die Berkeley Citation.
Brucker ist als Autor über das Florenz der Renaissance in Erscheinung getreten. Er hat hier Renaissance Florence (1969), Florence: The Golden Age (1998) und die Essaysammlung Living on the Edge in Leonardo's Florence (2005) vorgelegt. Seine Arbeiten zur Geschichte von Florenz zeugen von einem hohen Detailwissen und waren für die Forschung wegweisend. Durch seine Arbeiten brachte Brucker eine neue Herangehensweise an die florentinische Renaissance in die Geschichtswissenschaft ein. Er fokussierte nicht wie bisherige Historiker auf Kunst und Dichtung, sondern vielmehr auf Gesellschaft und soziale Institutionen. In verschiedenen Werken über Florenz zeigte er die Entwicklung einer mittelalterlichen Handelsstadt zu einer Stadt, welche die treibende Kraft für Politik, Wirtschaft und Kultur in Europa und Geburtsstätte der Renaissance wurde. Im Fokus seiner Untersuchungen standen die zeitlichen Veränderungen von Klassenstrukturen, Bürokratie, Religion, Beziehungen zwischen den Geschlechtern, familiäre Strukturen und Sozialhilfe. Brucker vertrat die These, dass diese Veränderungen insbesondere in individuellen Erfahrungsgeschichten, welche in transkribierter Form archiviert wurden, erforscht und aufgedeckt werden können. Die Möglichkeit der Analyse individueller Narrative verdeutlichte Brucker in einem seiner bekanntesten Bücher Giovanni und Lusanna: Die Geschichte einer Liebe im Florenz der Renaissance. Sein Werk zählt Brucker zu der Gattung der Mikrogeschichte.

## Rezeption
Von zahlreichen Autoren wird Brucker als führender Historiker im Bereich der italienischen Renaissance bezeichnet. Ehemalige Mitarbeiter sprechen von ihm als florentinischer Historiker „par excellence“. Auch Elizabeth Welles bewundert das breite Wissen von Brucker über die Geschichte von Florenz und die archivarischen Dokumente, welche er für das Werk Giovanni und Lusanna verwendete.
Brucker selbst definiert die Mikrogeschichte als narrative Form der Darstellung bisher unerforschter Individuen und Milieus. Da es sich hierbei meist um Personen aus tieferen Gesellschaftsschichten handelt, sind laut Brucker insbesondere Akten von weltlichen sowie kirchlichen Gerichten als Quellen geeignet. Durch die Rekonstruktion der damaligen Welt anhand archivarischer Akten kann dem Leser/der Leserin das Gefühl von Unmittelbarkeit und Nähe vermittelt werden.
Guido Ruggiero lobt in einer Rezension des Buches Giovanni und Lusanna die Herangehensweise Bruckers an Mikrogeschichte mittels narrativer Geschichtsschreibung nach dem Vorbild von Lawrence Stone. Er beschreibt sein Vorgehen als vorbildlich und vergleicht Bruckers Werk mit Klassikern der Mikrogeschichte wie Carlo Ginzburgs Der Käse und die Würmer und Natalie Zemon Davis’ Die wahrhaftige Geschichte von der Wiederkehr des Martin Guerre. Ruggiero anerkennt Bruckers Fähigkeiten im Umgang mit den Archiven und der Komplexität der politischen, sozialen und kulturellen Kontexte hinter der Geschichte von Giovanni und Lusanna. Gleichzeitig warnt Ruggiero jedoch auch vor den Gefahren der narrativen Geschichtsschreibung wie bei fehlender Recherche und archivarischen Fähigkeiten mangelhafter Ausarbeitung der Hintergründe einer Erzählung.
Thomas Kuehn jedoch kritisiert Brucker in Bezug auf Giovanni und Lusanna und spricht dem Werk die Einordnung als Mikrogeschichte ab. Im Vergleich zu anderen Mikrohistorikerinnen und Mikrohistorikern, wie beispielsweise Judith Cora Brown, Natalie Zemon Davis oder Carlo Ginzburg fehle bei Brucker eine theoretische Basis. Während sich beispielsweise Davis der Anthropologie und Literaturkritik bediene, scheine Brucker lediglich eine gute Geschichte erzählen zu wollen. Kuehn sieht in einer narrativen Mikrogeschichte zahlreiche methodische Probleme. Aufgrund der Akten eines Gerichtsprozesses allein könne keine Gesellschaftsgeschichte geschrieben werden. Dazu bedürfe es einer größeren Spannbreite an unterschiedlichen Quellen, die wiederum einer Kontextanalyse unterzogen werden müssten. Die Quellen, die Brucker verwendet habe, ließen es lediglich zu, Funktionsweise, Praktiken und Diskurse eines Gerichtsprozesses zu rekonstruieren, nicht aber, darüber hinaus gehende Schlüsse über die Gesellschaft zu ziehen.

## Auszeichnungen
Gene Brucker erwarb 1954 an der Princeton University den Grad Ph.D. Er erhielt unter anderem ein Rhodes-Stipendium, ein Guggenheim-Stipendium, wurde vom Fulbright-Programm unterstützt und war Fellow bei National Endowment for the Humanities. 1979 wurde er in die American Academy of Arts and Sciences aufgenommen. Im Jahr 2000 folgte der Paul Oskar Kristeller Lifetime Achievement Award für sein Lebenswerk. 2004 wurde er zum korrespondierenden Mitglied der British Academy gewählt.

## Werke
- Jean-Sylvain Bailly, Revolutionary Mayor of Paris. University of Illinois Press, Urbana 1950, ISBN 0-313-24457-X.
- Renaissance Italy. Holt, Rinehart and Winston, 1958.
- Florentine Politics and Society, 1343–1378 (= Princeton Studies in History, Nr. 12). Princeton University Press, New Jersey 1962, ISBN 978-1-4008-4786-0.
- Sorcery in Early Renaissance Florence. In: Studies in the Renaissance. Bd. X, 1963. The Renaissance Society of America, New York, 1963.
- Two Memoirs of Renaissance Florence: The Diaries of Buonaccorso Pitti and Gregorio Dati. Harper & Row, New York 1967.
  - Neuausgabe: Waveland Press, 1991, ISBN 0-88133-622-X.
- How the Medici Became the Pope's Bankers. In: Nicolai Rubinstein (Hrsg.): Florentine Studies: Politics and Society in Renaissance Florence. Faber, London 1968.
- Renaissance Florence (= New Dimensions in History. Historical Cities. Hrsg. von Norman Cantor). John Wiley & Sons, New York 1969.
  - Revidierte Tb-Ausgabe: University of California Press, Berkeley 1983, ISBN 0-520-04695-1.
    - Deutsche Übersetzung: Florenz in der Renaissance: Stadt, Gesellschaft, Kultur. (= Rowohlts Enzyklopädie Kulturen und Ideen)  Rowohlt Taschenbuch, Reinbek bei Hamburg 1990, ISBN 3-499-55480-1.
      - Deutsche englischsprachige Ausgabe: Renaissance Florence: Society, Culture, and Religion (= Bibliotheca Eruditorum, Band 10). Keip, Goldbach 2015, ISBN 978-3-8051-0240-7.
- The Society of Renaissance Florence. A Documentary Study. Harper Torchbook, New York 1971.
  - Neuausgabe: University of Toronto Press, Toronto 1998, ISBN 0-8020-8079-0.
- The Civic World of Early Renaissance Florence. Princeton University Press, Princeton (NJ) 1977, ISBN 0-691-05244-1.
  - Neuausgabe: Princeton 2015, ISBN 978-0-691-60138-0.
- Firenze 1138–1737. L'impero del fiorino. Mondadori, Mailand 1983, ISBN 88-04-22488-6.
  - Englische Übersetzung: Florence in the Golden Age, 1138–1737. Abbeville, New York 1984, ISBN 0-89659-457-2.
    - Deutsche Übersetzung: Florenz: Stadtstaat, Kulturzentrum, Wirtschaftsmacht. Amber, München 1984, ISBN 3-922954-03-0.
- Giovanni and Lusanna: Love and Marriage in Renaissance Florence. University of California Press, Berkeley 1986, ISBN 0-520-05655-8.
  - Britische Ausgabe: Weidenfeld & Nicolson, London, 1986, ISBN 0-297-78898-1.
  - Taschenbuch-Neuausgabe: University of California Press, Berkeley 2004, ISBN 0-520-24495-8.
    - Deutsche Übersetzung: Giovanni und Lusanna – Die Geschichte einer Liebe im Florenz der Renaissance (=Rowohlts Enzyklopädie Kulturen und Ideen). Rowohlt Taschenbuch Verlag, Reinbek bei Hamburg 1988, ISBN 3-499-55466-6.
- The Horsehoe Nail: Structure and Contingency in Medieval and Renaissance Florence. (= Josephine Waters Bennett Lecture, RSA-Konferenz, Florenz. Band 2000). In: Renaissance Quarterly. 54.1 [2001], S. 1–9.
- Living on the Edge in Leonardo’s Florence. Selected Essays. University of California Press, Berkeley 2005, ISBN 0-520-24134-7.